# Khách sạn Monopol

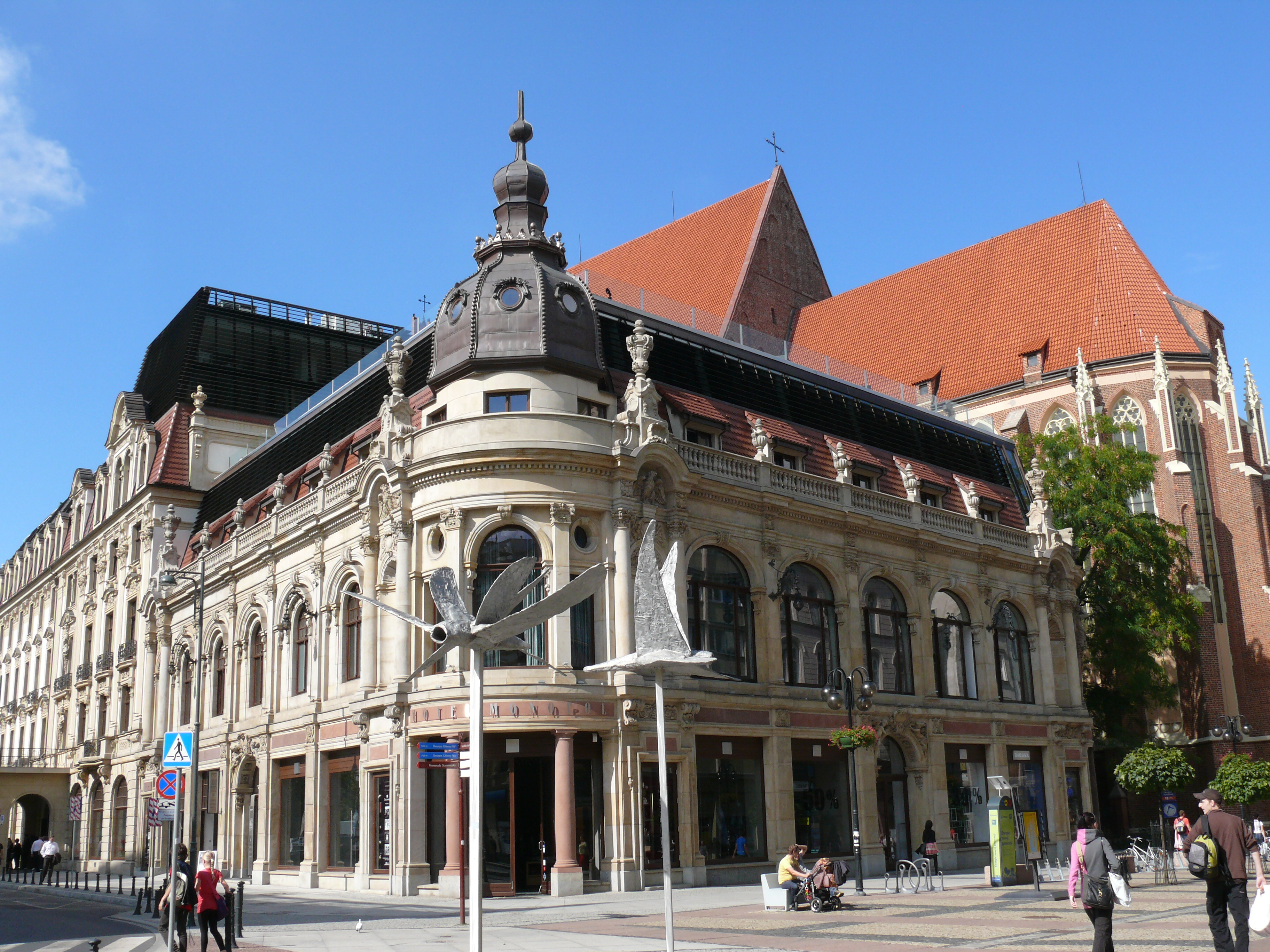
Quang cảnh tại khách sạn Monopol từ Phố Świdnicka

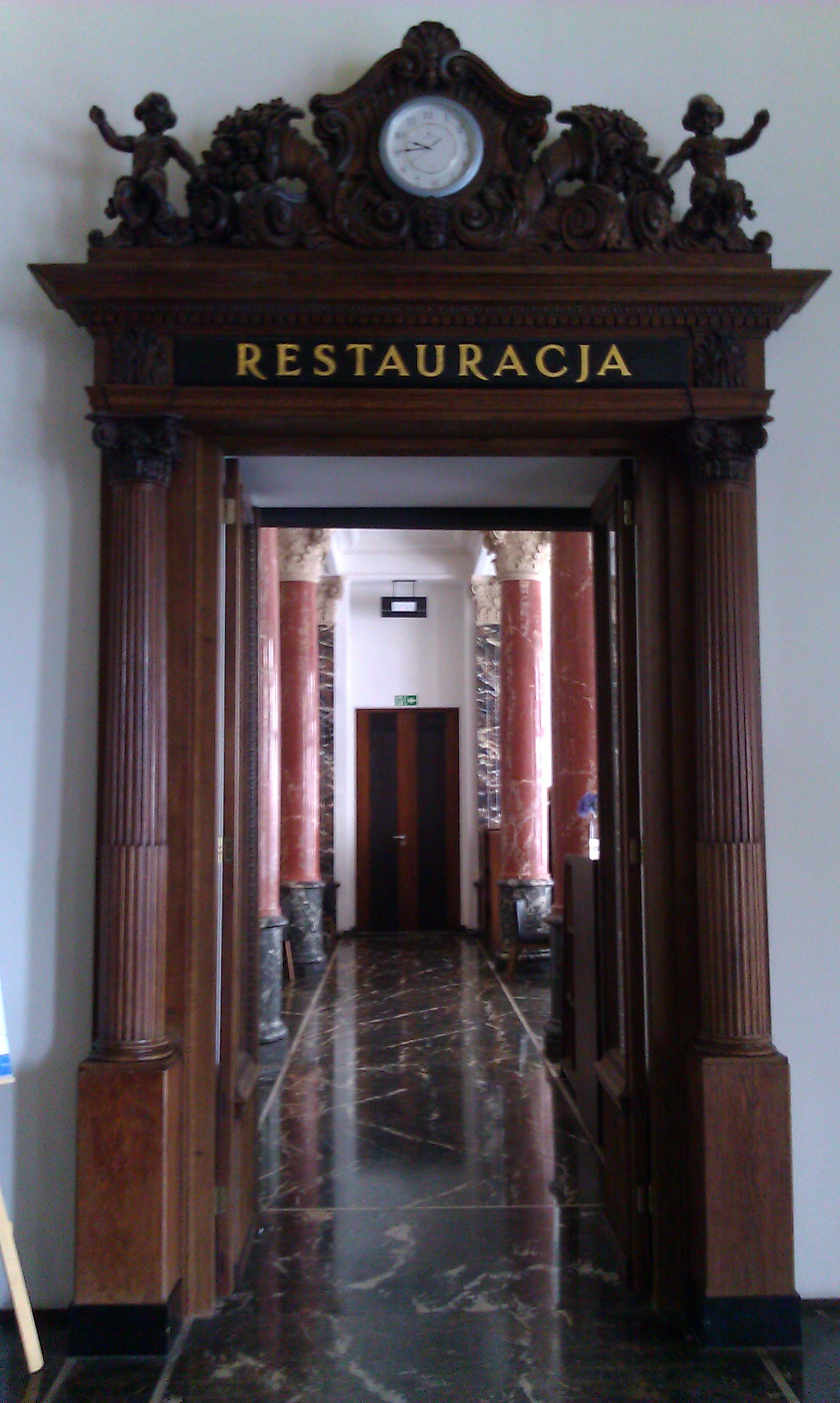
Lối vào nhà hàng bên trong khách sạn

Khách sạn Monopol là một khách sạn năm sao nằm ở Phố Helena Modrzejewska, Wrocław. Nó được xây dựng vào năm 1892 tại nơi mà lúc đó là Breslau ở Đức, theo phong cách Art Nouveau / Tân Baroque trên khu vực nghĩa trang của Nhà thờ St Dorothy. Nghĩa địa đã được chuyển thành nhà tù vào năm 1817. Mảnh đất được mua gần cuối thế kỷ 19 với giá 600 000 marks bởi Breslau Jews - chủ ngân hàng Wallenberg Pachaly và kiến trúc sư Karl Grosser, người đã xây dựng một nhà thương mại và khách sạn trong đó có 69 phòng, trong đó có 21 phòng đơn, 46 phòng và 2 căn hộ. Kích thước phòng trong phạm vi từ 10 đến 36 mét vuông (110 đến 390 foot vuông) và theo tiêu chuẩn thế kỷ 19 là sang trọng. Nó được ưu ái đặt tên là "viên ngọc của Hạ Silesia" (die Perle Niederschlesiens).
Khách hàng quen thuộc của khách sạn trong thời kỳ Đức bao gồm Gerhart Hauptmann. Ban công phía trên lối vào chính được xây dựng có chủ đích vào năm 1937 trùng với chuyến thăm của Hitler tới Breslau, người đã có bài phát biểu từ ban công nói vào năm sau nhân dịp Lễ hội Thể dục và Thể thao Đức. Tuy nhiên, trái với các truyền thuyết nổi tiếng, Hitler chưa bao giờ thực sự ở lại trong khách sạn.
Cửa hàng bách hóa nội bộ của khách sạn nằm ở góc Phố Świdnicka và Modrzejewskiej (trước đây là Schweidnitzerstraße và Agnes-Sorma-Straße). Trong những tháng cuối của Thế chiến II, nó đã bị hư hại đáng kể do đó nó chỉ được xây dựng lại vào năm 1961 và trở thành một quán cà phê độc quyền "Monopol". Vào cuối thế kỷ 20, nó đã bị đóng cửa và các chức năng thương mại đã được khôi phục trong tòa nhà.
Bản thân tòa nhà khách sạn đã sống sót sau chiến tranh mà không bị thiệt hại đáng kể. Sau khi chuyển Breslau sang lãnh thổ Ba Lan vào năm 1945, khách sạn đã tổ chức Đại hội trí thức thế giới trong Triển lãm Lãnh thổ phục hồi năm 1948 với các vị khách như Pablo Picasso, Irène Joliot-Curie, Ilya Ehrenburg và Mikhail Sholokhov.
Năm 1984, tòa nhà được đưa vào sổ đăng ký di tích của Wrocław. Mặt tiền đã được nâng cấp vào năm 2008. Ngày nay, khách sạn Monopol có hai nhà hàng (một nhà hàng Ba Lan và nhà hàng Địa Trung Hải), một câu lạc bộ spa và chăm sóc sức khỏe và tổ chức các hội nghị và tiệc. Trong Euro 2012, nó đã tổ chức đội tuyển quốc gia Séc.